# Mastic Beach
Mastic Beach és una concentració de població designada pel cens dels Estats Units a l'estat de Nova York. Segons el cens del 2000 tenia 11.543 habitants.

## Demografia
Segons el cens del 2000, Mastic Beach tenia 11.543 habitants, 3.755 habitatges, i 2.793 famílies. La densitat de població era de 1.053,6 habitants/km².
Dels 3.755 habitatges en un 42,6% hi vivien nens de menys de 18 anys, en un 51,3% hi vivien parelles casades, en un 16,1% dones solteres, i en un 25,6% no eren unitats familiars. En el 18,4% dels habitatges hi vivien persones soles el 6,3% de les quals corresponia a persones de 65 anys o més que vivien soles. El nombre mitjà de persones vivint en cada habitatge era de 3,07 i el nombre mitjà de persones que vivien en cada família era de 3,49.
Per edats la població es repartia de la següent manera: un 31,8% tenia menys de 18 anys, un 8,5% entre 18 i 24, un 32,4% entre 25 i 44, un 19,7% de 45 a 60 i un 7,5% 65 anys o més.
L'edat mediana era de 32 anys. Per cada 100 dones de 18 o més anys hi havia 96,4 homes.
La renda mediana per habitatge era de 44.937 $ i la renda mediana per família de 49.219 $. Els homes tenien una renda mediana de 37.871 $ mentre que les dones 27.853 $. La renda per capita de la població era de 17.046 $. Entorn del 9,2% de les famílies i l'11,3% de la població estaven per davall del llindar de pobresa.